# Euphaedra ochracea
Euphaedra ochracea är en fjärilsart som beskrevs av Jacques Hecq 1978. Euphaedra ochracea ingår i släktet Euphaedra och familjen praktfjärilar. Inga underarter finns listade i Catalogue of Life.